# 易大千
易大千，(1994年8月1日—），中国大陆演员，毕业于重庆大学美视电影学院播音主持艺术专业。2015年，参加“打令之星”形象代言人全国评选活动，获得全国总决赛冠军，从而正式进入演艺圈。現为嘉行传媒的新人演员。

## 演艺经历
2015年，易大千参加“打令之星”形象代言人全国评选活动，获得全国总决赛冠军，从而正式进入演艺圈；同年，参加江苏卫视答题闯关类节目《一站到底》；此外，他还参与录制了重庆大学版的《南山南》 。
2016年2月，受邀参加青春励志剧《旋风少女第二季》的试镜 ，随后，与王学兵、刘丹、曾美慧孜联合主演剧情电影《冥王星时刻》，在片中饰演身为演员的男二号白金铂；同年，出演余少群执导的青春爱情电影《说好毕业不分手》；此外，他还出演了柳岩、何晟铭、卢杉主演的爱情电影《白色婚礼》。
2017年，出演张云龙、乔欣、刘芮麟主演的都市情感剧《趁我们还年轻》，在剧中饰演才华横溢的体育记者巩晓亮，这是他的首部电视剧作品。
2018年6月，正式签约嘉行传媒。2019年9月，出演黄景瑜、迪丽热巴主演电视剧都市情感商战电视剧《幸福，触手可及！》，在剧中饰演左宇霖，前为“万枫”集团市场部员工、后为“凛放”科技有限公司职员，与张馨予饰演的秦清为夫妻，并被其称为“五三”。

## 影视作品

### 电影
| 首播年份       | 剧名     | 角色     | 备注 |
| 2018年         |          |          |      |
| 冥王星时刻     | 白金铂   |          |      |
| 说好毕业不分手 | 暂未确定 |          |      |
| 待上映         | 白色婚礼 | 少年二山 |      |

### 电视剧
| 首播年份 | 剧名             | 角色   | 备注     |
| 2019年   | 趁我们还年轻     | 巩晓亮 |          |
| 2020年   | 三生三世枕上书   | 相里萌 |          |
| 2020年   | 幸福，触手可及！ | 左宇霖 |          |
| 2021年   | 暴風眼           | 赫子轩 |          |
| 2021年   | 长歌行           | 穆金   |          |
| 2021年   | 程序員那麼可愛   | 陈一鸣 | 網絡劇   |
| 2022年   | 且試天下         | 景炎   | 網絡劇   |
| 2022年   | 二十不惑2        | 喬克   | 客串     |
| 2023年   | 妙手             | 曾帆   | 網絡劇   |
| 2023年   | 春闺梦里人       | 袁朗   |          |
| 2023年   | 不就是拔河么     | 薛天   |          |
| 2023年   | 我的人间烟火     | 展大鵬 |          |
| 2023年   | 机智的捕快日常   | 顾阡陌 | 網絡短劇 |
| 2024年   | 度华年           | 苏容华 | 網絡劇   |
| 2024年   | 真相背后         | 常顺   | 網絡劇   |
| 2025年   | 再见十八班       | 宋宸   | 網絡劇   |
| 2025年   | 吃饭跑步和恋爱   | 冯晟   |          |
| 2025年   | 子夜归           | 梅四   | 網絡劇   |
| 待播     | 诱宠             |        | 網絡短劇 |
| 待播     | 蝉               | 范董   | 網絡劇   |
| 待播     | 窃心劫           |        | 網絡短劇 |

## 外部連結
- 易大千在互联网电影资料库（IMDb）上的資料（英文）
- 易大千在豆瓣上的资料（简体中文）
- 易大千在时光网上的簡介（简体中文）
- 嘉行傳媒上易大千的簡介 （页面存档备份，存于）
- 易大千的新浪微博